# Syzygium ramiflorum
Syzygium ramiflorum är en myrtenväxtart som beskrevs av Airy Shaw. Syzygium ramiflorum ingår i släktet Syzygium och familjen myrtenväxter. Inga underarter finns listade i Catalogue of Life.